# Phrynops williamsi
La tortuga de arroyo (Phrynops williamsi) también llamada tortuga herradura, es una especie de tortuga de la familia Chelidae. Para la UICN no se encuentra en peligro. En la Argentina, es la especie de tortuga más común en la provincia de Misiones. El nombre de la especie recuerda a Ernest Edward Williams. Es una especie relacionada con Phrynops geoffroanus y Phrynops hilarii. Su caparazón llega a medir 35,5 cm.

## Distribución y hábitat
Esta especie se distribuye en la cuenca del Plata, en el sur del Brasil en los estados de Paraná, Santa Catarina, y Río Grande do Sul; en el Uruguay; en el este del Paraguay; y en el nordeste de la Argentina en las provincias de Misiones, y Corrientes (en su extremo noreste). Prefiere los arroyos rocosos rodeados de selva marginal.

## Publicación original
- Rhodin & Mittermeier, 1983 : Description of Phrynops williamsi, a new species of chelid turtle of the South American complex. Advances in Herpetology and Evolutionary Biology. Essays in Honor of Ernest E. Williams. Cambridge, Massachusetts: Museum of Comparative Zoology, pág.58-73.[4]